# Luis Argudo
Luis Argudo (New York, 13 dicembre 1995) è un ex calciatore statunitense, di ruolo centrocampista.

## Caratteristiche tecniche
È un trequartista.

## Carriera
Ha esordito in MLS il 3 marzo 2018 disputando con il Columbus Crew l'incontro vinto 2-0 contro il Toronto FC.